# 董家岐
董家岐（1937年9月—），男，上海人，中国制药工程专家，曾任天津医药工业研究所副所长，中国药学会理事，阿尔萨斯华人联谊会会长、名誉会长。